# La (singolo)
La è un singolo del cantautore australiano Old Man River, pubblicato nel 2007 come secondo estratto dal primo album in studio Good Morning.

## Descrizione
Il brano, ispirato da una giornata di sole a Sydney, presenta molti assoli di chitarra e anche voci abbastanza irriverenti. Il tono di Old Man River, appare però perfettamente consono agli strumenti. In un pezzo, si sentono brevemente anche degli starnazzi d'oca. Per molti il brano è debitore di Yellow Submarine, al quale sembra ispirarsi.
Durante la serata finale dell'edizione 2007 del Festivalbar, alla quale hanno partecipato eseguendo proprio La, il cantante del gruppo ha dichiarato che brano gli è venuto in mente mentre si trovava in un istituto per malati mentali con la sua chitarra. Quindi, per vederli cantare, ha cominciato a canticchiarlo e gli è venuto in mente di registrarlo.
In un'intervista, sempre il cantante del gruppo dichiara che ha fatto cantare il ritornello anche ai suoi amici perché era insoddisfatto di cosa "è uscito fuori" da solo.

## Promozione
Negli ultimi mesi del 2007, la Wind ha utilizzato il brano come colonna sonora di alcuni suoi spot in cui erano protagonisti Aldo Giovanni e Giacomo e Nino Frassica (che assieme ad Alfredo Cerruti degli Squallor ne ha proposto una cover intitolata S'M'S).

## Successo commerciale
In Italia il brano ha raggiunto la #18 in classifica ed è stato uno dei tormentoni estivi dell'estate 2007.

## Video musicale
Come ha affermato lo stesso Ohad, il videoclip doveva rappresentare un mondo dove tutto è possibile: si vede una casa in mezzo al deserto nella quale abita il cantante. Ad un certo punto, la porta viene sfondata da personaggi circensi che quasi tormentano il cantante sulle note di "la la la laaaaaaaaaa" a cui lui cerca di sfuggire. Ma, poi, ritorna indietro e comincia a suonare con la sua chitarra e a canticchiare allegramente con gli altri personaggi.

## Tracce
CD Australia/Singolo digitale
1. La (Australian Radio Edit) – 3:06
2. La (Album Version) – 3:22
3. Marilyn – 3:09
4. Table for 2 – 3:40

CD Italia/Singolo digitale
1. La (Italian Radio Edit) – 3:19
2. La (Album Version) – 3:22
3. Table for 2 – 3:40

CD/Singolo digitale
1. La (International Radio Edit) – 2:38
2. La (Album Version) – 3:22
3. Table for 2 – 3:40
4. La (Desperado Version) – 4:33
5. La (Videoclip) – Non incluso nel singolo digitale

Singolo digitale 2007
1. La (Radio Edit) – 3:19

Singolo digitale 2007 Internazionale
1. La (International Radio Edit) – 2:40
2. La (Album Version) – 3:22

Singolo digitale 2006 Australia
1. La – 3:20
2. Watching It All – 4:33

## Classifiche
| Classifica (2007) | Posizione più alta |
| ----------------- | ------------------ |
| Germania          | 83                 |
| Italia            | 18                 |